# Garrett Temple
Garrett Bartholomew Temple (Baton Rouge, 8 de maio de 1986) é um jogador norte-americano de basquete que atualmente joga no Toronto Raptors da National Basketball Association (NBA).
Ele jogou basquete universitário por LSU de 2005 a 2009.

## Carreira no ensino médio
Temple frequentou a LSU Laboratory School em Baton Rouge, Louisiana. Em seu último ano, ele teve médias de 13,9 pontos, 7,4 rebotes e 5,5 assistências e liderou a equipe para o título do campeonato estadual de 2004.
Na University High, Temple também competiu no atletismo, onde era especialista em salto em comprimento e salto triplo.

## Carreira universitária
Temple ganhou uma reputação defensiva como calouro em 2005-06. Em 36 jogos, ele obteve médias de 5,1 pontos, 2,6 rebotes, 2,8 assistências e 1,1 roubadas de bola em 33,3 minutos.
Em sua segunda temporada, ele terminou o ano com 138 assistências e 83 turnovers, uma relação assistência/turnover de 1,7, que foi a 10ª melhor na SEC. Em 32 jogos, ele obteve média de 8,6 pontos, 3,7 rebotes, 4,3 assistências e 1,6 roubadas de bola.
Em sua terceira temporada, ele jogou 1.066 minutos e ficou em 11º na liga em média de assistência. Em 31 jogos, ele obteve médias de 6,4 pontos, 4,2 rebotes, 3,6 assistências e 1,3 roubadas de bola.
Em sua última temporada, ele se tornou o líder de todos os tempos da LSU em minutos jogados (4.432), quebrando um recorde estabelecido por Howard Carter em 1983. Ele foi selecionado para a Equipe Defensiva, além de ser nomeado para a Segunda-Equipe da SEC. Em 35 jogos, ele obteve médias de 7,1 pontos, 4,5 rebotes, 3,8 assistências e 1,7 roubadas de bola.

## Carreira profissional

### Rio Grande Valley Vipers (2009–2010)
Depois de não ser selecionado no draft da NBA de 2009, Temple se juntou ao Houston Rockets para a Summer League de 2009. Em setembro de 2009, ele assinou um contrato com os Rockets. No entanto, mais tarde ele foi dispensado pela franquia em 21 de outubro de 2009. Em novembro de 2009, ele foi adquirido pelo Rio Grande Valley Vipers como jogador afiliado.

### Houston Rockets (2010)
Em 8 de fevereiro de 2010, ele assinou um contrato de 10 dias com os Rockets. Em 20 de fevereiro de 2010, ele assinou um segundo contrato de 10 dias com os Rockets.

### Sacramento Kings (2010)
Em 3 de março de 2010, ele assinou um contrato de 10 dias com o Sacramento Kings.

### San Antonio Spurs (2010)
Em 13 de março de 2010, ele assinou um contrato de 10 dias com o San Antonio Spurs. Em 23 de março de 2010, ele assinou com os Spurs pelo resto da temporada.
Em julho de 2010, Temple ingressou no San Antonio Spurs para a Summer League de 2010. Em 11 de novembro de 2010, ele foi dispensado pelos Spurs.

### Retorno aos Vipers (2010)
Em 30 de novembro de 2010, ele foi readquirido pelo Rio Grande Valley Vipers. Em 30 de dezembro de 2010, ele foi negociado com o Erie BayHawks em troca de Jeff Adrien.

### Milwaukee Bucks (2011)
Em 25 de janeiro de 2011, Temple assinou um contrato de 10 dias com o Milwaukee Bucks. Em 5 de fevereiro de 2011, ele assinou um segundo contrato de 10 dias com os Bucks. Em 17 de fevereiro de 2011, ele voltou ao BayHawks.

### Charlotte Bobcats (2011)
Em 7 de março de 2011, Temple assinou um contrato de 10 dias com o Charlotte Bobcats. Em 17 de março de 2011, ele assinou um segundo contrato de 10 dias com os Bobcats. Em 28 de março de 2011, ele assinou com os Bobcats pelo resto da temporada.

### Casale Monferrato (2011–2012)
Em 27 de julho de 2011, Temple assinou um contrato de um ano com o Novipiù Casale Monferrato da Liga Italiana. Em 28 jogos, ele obteve uma média de 9,5 pontos, 2,8 rebotes, 1,4 assistências e 1,5 roubadas de bola.

### Reno Bighorns (2012)
Em julho de 2012, Temple se juntou ao Oklahoma City Thunder para a Summer League de Orlando e ao Cleveland Cavaliers para a Summer League de Las Vegas.
Em 13 de setembro de 2012, Temple assinou com o Miami Heat. Mais tarde, ele foi dispensado pelo Heat em 27 de outubro de 2012. Em 1º de novembro de 2012, foi readquirido pelo Erie BayHawks. Quatro dias depois, ele foi negociado com o Reno Bighorns.

### Washington Wizards (2012–2016)
Em 25 de dezembro de 2012, Temple assinou um contrato de 1 ano e US$500 mil com o Washington Wizards. Em 10 de julho de 2013, Temple assinou novamente um contrato de 1 ano e US$500 mil com os Wizards. Em 18 de julho de 2014, ele novamente assinou com os Wizards em um contrato de dois anos e US$ 2 milhões.
Em 15 de junho de 2015, Temple estendeu seu contrato com os Wizards para a temporada de 2015-16. Em 19 de dezembro, ele fez 21 pontos na vitória por 109-101 sobre o Charlotte Hornets. Em 21 de dezembro, ele fez 23 pontos na vitória por 113 a 99 sobre o Sacramento Kings. Dois dias depois, ele teve outro desempenho forte para os Wizards com 20 pontos contra o Memphis Grizzlies, tornando-se o primeiro jogador da NBA a marcar pelo menos 20 pontos em três jogos seguidos depois de não atingir isso nos primeiros 250 jogos.

### Sacramento Kings (2016–2018)
Em 9 de julho de 2016, Temple assinou um contrato de 3 anos e US$24 milhões com o Sacramento Kings. Ele estreou pelos Kings na estreia da temporada em 26 de outubro de 2016, marcando 12 pontos em menos de 18 minutos, em uma vitória por 113-94 sobre o Phoenix Suns. Em 5 de novembro de 2016, ele marcou 19 pontos em uma derrota por 117-91 para o Milwaukee Bucks. Em 1 de fevereiro de 2017, ele foi descartado por duas a três semanas depois que uma ressonância magnética revelou uma ruptura parcial no bíceps esquerdo.
Em 23 de janeiro de 2018, Temple marcou 19 de seus 34 pontos no último quarto para levar os Kings a uma vitória de 105-99 sobre o Orlando Magic.

### Memphis Grizzlies (2018–2019)
Em 17 de julho de 2018, Temple foi negociado com o Memphis Grizzlies em troca de Deyonta Davis, Ben McLemore, uma escolha da segunda rodada do draft de 2021 e considerações em dinheiro.
Em 19 de outubro de 2018, ele marcou 30 pontos em uma vitória por 131-117 sobre o Atlanta Hawks. Em 26 de janeiro de 2019, ele foi descartado por uma a duas semanas com uma leve tensão no ombro esquerdo.

### Los Angeles Clippers (2019)
Em 7 de fevereiro de 2019, Temple e JaMychal Green foram negociados para o Los Angeles Clippers em troca de Avery Bradley.

### Brooklyn Nets (2019–2020)
Em 8 de julho de 2019, Temple assinou um contrato de um ano e US$4.6 milhões com o Brooklyn Nets.

### Chicago Bulls (2020–2021)
Em 27 de novembro de 2020, Temple assinou um contrato de 1 ano e US$4.7 milhões com o Chicago Bulls.

### New Orleans Pelicans (2021–2023)
Em 8 de agosto de 2021, Temple foi negociado para a equipe da cidade natal, o New Orleans Pelicans. Em 5 de julho de 2023, Temple foi dispensado pelos Pelicans.

### Toronto Raptors (2023–Presente)
Em 1º de agosto de 2023, Temple assinou um contrato de 1 ano e US$3.2 milhões com o Toronto Raptors.

## Estatísticas

### NBA

#### Temporada Regular
| Ano      | Equipe        | PJ  | PT  | MPJ  | AP   | 3P   | LL    | RT  | AS  | BR  | TO | PPJ  |
| -------- | ------------- | --- | --- | ---- | ---- | ---- | ----- | --- | --- | --- | -- | ---- |
| 2009–10  | Houston       | 9   | 0   | 13.1 | .448 | .250 | .667  | 1.6 | .8  | .4  | .4 | 5.0  |
| 2009–10  | Sacramento    | 5   | 0   | 4.6  | .375 | .000 | 1.000 | .6  | .4  | .2  | .0 | 2.2  |
| 2009–10  | San Antonio   | 13  | 4   | 14.8 | .438 | .435 | .667  | 1.1 | .9  | .6  | .2 | 6.2  |
| 2010–11  | San Antonio   | 3   | 0   | 7.0  | .200 | .000 | .000  | .7  | .7  | .3  | .3 | .7   |
| 2010–11  | Milwaukee     | 9   | 0   | 9.2  | .333 | .300 | .000  | .7  | .7  | .1  | .1 | 1.9  |
| 2010–11  | Charlotte     | 12  | 0   | 10.5 | .286 | .269 | .636  | 1.3 | 2.0 | .8  | .3 | 3.2  |
| 2012–13  | Washington    | 51  | 36  | 22.7 | .407 | .325 | .703  | 2.4 | 2.3 | 1.0 | .3 | 5.1  |
| 2013–14  | Washington    | 75  | 0   | 8.5  | .362 | .207 | .698  | .9  | 1.0 | .5  | .1 | 1.8  |
| 2014–15  | Washington    | 52  | 18  | 14.1 | .400 | .375 | .729  | 1.7 | 1.1 | .8  | .2 | 3.9  |
| 2015–16  | Washington    | 80  | 43  | 24.4 | .398 | .345 | .728  | 2.7 | 1.8 | .9  | .2 | 7.3  |
| 2016–17  | Sacramento    | 65  | 20  | 26.6 | .424 | .373 | .784  | 2.8 | 2.6 | 1.3 | .4 | 7.8  |
| 2017–18  | Sacramento    | 65  | 35  | 24.8 | .418 | .392 | .769  | 2.3 | 1.9 | .9  | .4 | 8.4  |
| 2018–19  | Memphis       | 49  | 49  | 31.2 | .429 | .352 | .750  | 3.1 | 1.4 | 1.0 | .5 | 9.4  |
| 2018–19  | L.A. Clippers | 26  | 6   | 19.6 | .396 | .296 | .742  | 2.5 | 1.4 | 1.0 | .2 | 4.7  |
| 2019–20  | Brooklyn      | 62  | 35  | 27.9 | .378 | .329 | .805  | 3.5 | 2.5 | .8  | .5 | 10.3 |
| 2020–21  | Chicago       | 56  | 25  | 27.3 | .415 | .335 | .800  | 2.9 | 2.2 | .8  | .5 | 7.6  |
| 2021–22  | New Orleans   | 59  | 16  | 18.6 | .376 | .319 | .683  | 2.4 | 1.3 | .7  | .4 | 5.2  |
| 2022–23  | New Orleans   | 25  | 0   | 6.5  | .400 | .423 | .750  | .7  | .5  | .4  | .1 | 2.0  |
| 2023–24  | Toronto       | 27  | 2   | 10.7 | .372 | .300 | .818  | 1.7 | 1.0 | .4  | .1 | 3.3  |
| Carreira | Carreira      | 743 | 289 | 16.9 | .381 | .296 | .669  | 1.8 | 1.3 | .6  | .2 | 5.0  |

#### Playoffs
| Ano      | Equipe        | PJ | PT | MPJ  | AP    | 3P    | LL    | RT  | AS  | BR | TO | PPJ  |
| -------- | ------------- | -- | -- | ---- | ----- | ----- | ----- | --- | --- | -- | -- | ---- |
| 2010     | San Antonio   | 6  | 0  | 2.5  | .333  | .333  | 1.000 | .3  | .3  | .2 | .0 | .7   |
| 2014     | Washington    | 10 | 0  | .9   | 1.000 | 1.000 | –     | .0  | .0  | .0 | .0 | .5   |
| 2015     | Washington    | 4  | 0  | 6.5  | .167  | .000  | .625  | .8  | .3  | .5 | .0 | 1.8  |
| 2019     | L.A. Clippers | 6  | 0  | 10.5 | .273  | .143  | .700  | 1.2 | .3  | .5 | .2 | 2.3  |
| 2020     | Brooklyn      | 4  | 4  | 34.3 | .347  | .250  | .833  | 2.8 | 2.0 | .8 | .3 | 12.0 |
| 2022     | New Orleans   | 1  | 0  | 2.0  | —     | —     | —     | 1.0 | .0  | .0 | .0 | .0   |
| Carreira | Carreira      | 31 | 4  | 9.4  | .424  | .345  | .789  | 1.0 | .4  | .3 | .0 | 2.8  |

Fonte:

## Vida pessoal
Temple é filho de Collis Temple e Soundra Johnson Temple. Collis foi o primeiro afro-americano a jogar basquete em LSU (1971-1974). Ele tem uma irmã mais nova, Colleen Noelle, e dois irmãos mais velhos, Collis III (que estudou na LSU, 1999-2003) e Elliott.
Temple é um cristão. Ele usa uma pulseira que diz "In Jesus Name I Play".

Temple é membro dos "Starting Five", junto com Malcolm Brogdon, Joe Harris, Justin Anderson e Anthony Tolliver. Seu objetivo é arrecadar US$ 225.000 através do Hoops2O, fundado por Brogdon, para financiar cinco poços de água no leste da África até o final da temporada de 2018-19.